# Cornelia Rossi Martinetti
Contessa di Lugo Cornelia Rossi Martinetti, nota anche come Cornelia Barbara Rossi (Lugo di Romagna, 20 gennaio 1771 – Bologna, 1º settembre 1867), è stata una nobile italiana, intellettuale, musa del Foscolo e nota salottiera bolognese. Il suo cenacolo letterario e mondano filobonapartista, conosciuto in tutta Europa come Orto delle Esperidi, era frequentato da Canova, Giacomo Leopardi, Vincenzo Monti, Stendhal e Lord Byron tra gli altri.

## Biografia
(Louise Colet)
Nasce nel 1781 a Lugo di Romagna dal conte Domenico Rossi e dalla marchesa bolognese Marianna Gnudi. Studia nel Collegio dei Nobili di Modena, poi è allieva a Bologna del cardinale Giuseppe Mezzofanti, famoso poliglotta, che la avvia allo studio del greco e del latino.

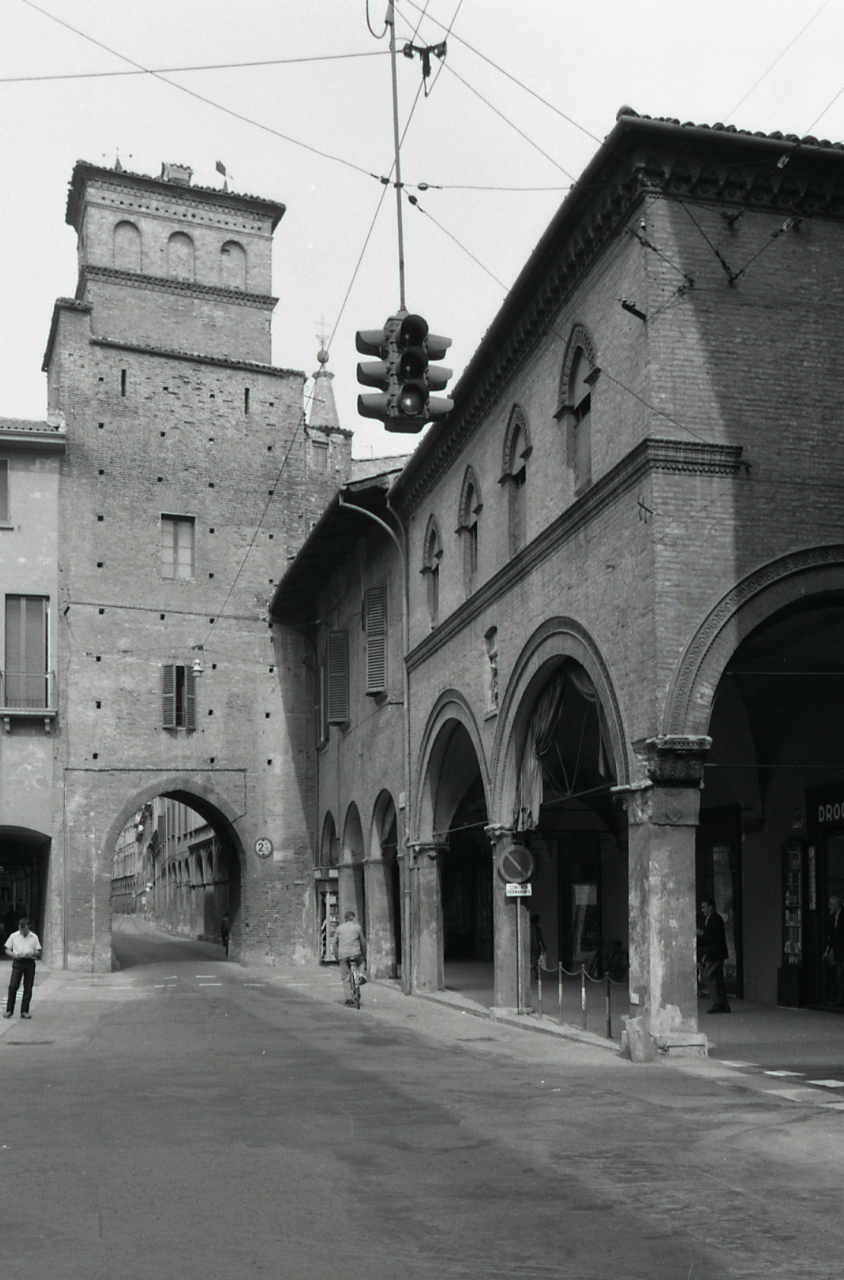
Il prospetto principale del Palazzo Martinetti Rossi con le arcate, vicino al torresotto San Vitale.

Nel 1802 sposa l'ingegnere ticinese Giovan Battista Martinetti (1764-1830), di diciassette anni più anziano di lei, autore a Bologna di numerose opere private e pubbliche: i giardini della Montagnola, Villa Spada, il teatro Contavalli, la nuova strada Porrettana.
Viaggia di frequente, anche all'estero. È a Milano alla corte di re Eugenio Beauharnais e a Parigi in quella di Napoleone, diventando intima amica dell'imperatrice Giuseppina. Tra il 1818 e il 1830 risiede soprattutto a Roma, dove il marito è impegnato al servizio del cardinale Consalvi.
Dotata di un ingegno versatile, coltiva le letterature antiche e le lingue moderne, essenziali per le conversazioni dotte nei salotti europei, in cui è introdotta e fa scalpore.
È autrice di un romanzo scritto in lingua francese e pubblicato a Roma nel 1823, Amélie ou le manuscrit de Thérèse de L., storia prolissa di una fanciulla che muore di tisi. Francesco Rangone giudica l'opera «senza alcuna delle qualità che soglionsi per l'ordinario ammirare» e segnala che tutto vi è «estremamente rapido e precipitoso». Non meno perentorio è il più tardo giudizio di Antonietta Drago: «In letteratura si macchiò di un solo peccato, e lo fece per amore del defunto marito, al quale dedicò qualcosa che assomigliava a un romanzo». In tarda età, a chi le rammenterà l'esistenza dell'opera, parlerà di «peccati di gioventù; velleità di applausi e di nomea, buone solo a guastar la vita».
Nel periodo napoleonico, dopo le soppressioni delle corporazioni religiose, l'ingegner Martinetti acquista in via San Vitale un antico monastero benedettino (oggi al numero civico 56) e lo trasforma in uno sfarzoso palazzo dotato di un vasto giardino all'inglese, con statue neoclassiche, fontane e tempietti nascosti da una ricca vegetazione. La cripta romanica della Chiesa dei santi Vitale e Agricola è trasformata in una grotta con finte stalattiti, luogo ideale per colloqui riservati e trame amorose.
Nel palazzo Cornelia apre uno dei salotti culturali e mondani più celebrati d'Europa, in cui accoglie con affettuosa cordialità i migliori talenti artistici e letterari del suo tempo, facendo leva anche su un fascino e una bellezza invidiabili:
A Canova, venuto a Bologna nel 1810, ospite dei Martinetti, la contessa dà confidenzialmente del tu ed egli la chiama figliola mia. Un giorno comincia a ritrarla in creta, ma all'improvviso fa a pezzi la scultura, forse per l'incapacità di coglierne i lineamenti, oppure per una confidenza da lei non gradita. Intanto Pietro Giordani, che la chiama Venere bruna, si macera di gelosia ed esclama invidioso: «Come sei amata da tanto uomo!».
Paolo Costa è tra i suoi più accaniti adoratori e la descrive in termini entusiasti, concludendo, però, sconsolato e deluso: «fuorché un pò di pietà, nulla le manca». Anche Ugo Foscolo, che la conosce e la frequenta nel suo soggiorno bolognese, e che nel 1814 ha con lei un intenso scambio epistolare, l'ama "forsennatamente", ma invano.
Foscolo la immortala nelle vesti di Polinnia, la musa della lirica, nel suo famoso poema Le Grazie. Una volta arrivato a Firenze le scrive sconsolato: «Ed io avea ricevuto tanta salute in sì pochi giorni a Bologna. Ma quanta non ne avrei ivi perduta!».
Giacomo Leopardi, più volte ospite a Bologna, è invitato dall'amico Carlo Pepoli «all'adorazione di questa Dea passibile e mortale» e, superando il pregiudizio creatogli da Brighenti, che l'aveva definita «donna di testa stortissima, e di cuor duro come il marmo», la segnala come la sola letterata a Bologna, assieme alla Franceschi Ferrucci, e la definisce degna di stare a fianco delle donne «veramente insigni delle maggiori nazioni europee». Un giudizio analogo è dato da Stendhal: «Madame Martinetti ferait sensation, meme à Paris».
(Raffaelli)
Dopo la morte del marito nel 1830, e a seguito di una malattia agli occhi, che la rende quasi cieca, Cornelia dirada le sue apparizioni in pubblico. Nel 1844 a Parigi, ormai avanti con gli anni, conosce Marco Minghetti, «giovane d'anni e maturo di senno», molto stimato e ammirato dal comune amico Pietro Giordani.
Ancora nel 1860, a madame Colet che la incontra in tarda età, ricorda «una statua antica, che si è lanciata da suo soglio».
Cornelia Rossi Martinetti muore nel 1867. Poco tempo dopo il suo meraviglioso e "luminoso" giardino scomparirà a seguito di vendite di proprietà e lottizzazioni.
È sepolta nella tomba di famiglia, nella Loggia di Ponente del Chiostro V del cimitero monumentale della Certosa di Bologna.
Una lapide la ricorda sul Convitto Ungarelli.

## Opere
- Amélie, on le manuscrit de Thérèse De L., Roma, De Romanis, 1823